# جاشوا رینولدز
سر جاشوا رینولدز (انگلیسی: Joshua Reynolds؛ زاده ۱۶ ژوئیه ۱۷۲۳ – درگذشته ۲۳ فوریه ۱۷۹۲)، نقاش تأثیرگذار انگلیسی به‌ویژه در زمینهٔ نقاشی تک‌چهره در قرن ۱۸ میلادی بود. او متخصص در پرتره و مروج سبک معروفی به نام سبک ممتاز در نقاشی است.جاشوا رینولدز یکی از بنیان‌گذاران و اولین رئیس آکادمی سلطنتی بود.

## زندگی
جاشوا به عنوان سومین فرزند خانواده به سال ۱۷۲۳ در شهرستان دوون به دنیا آمد.

## دریافت نشان شوالیه از شاه جرج سوم
در سال (۱۷۶۹) شاه جورج سوم به نشانهٔ قدردانی از شایستگی‌های جاشوا رینولدز به او نشان شوالیه اعطا کرد.

## نگارخانه

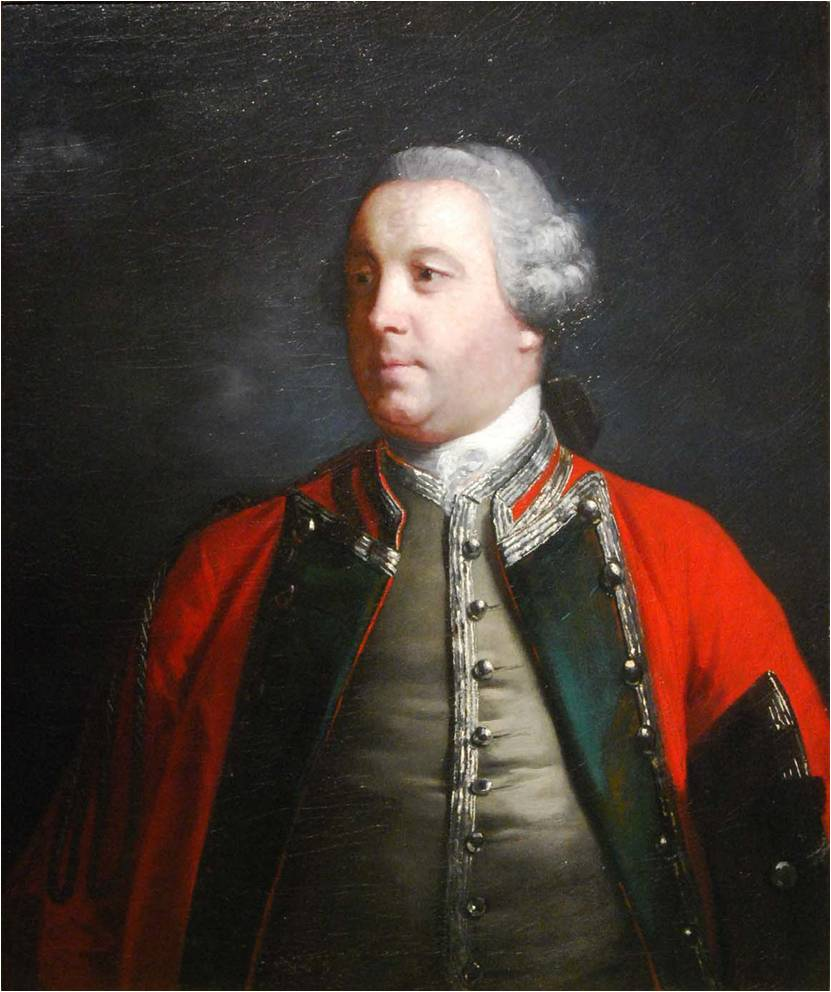
ادوارد کانوالیس (۱۷۵۶)
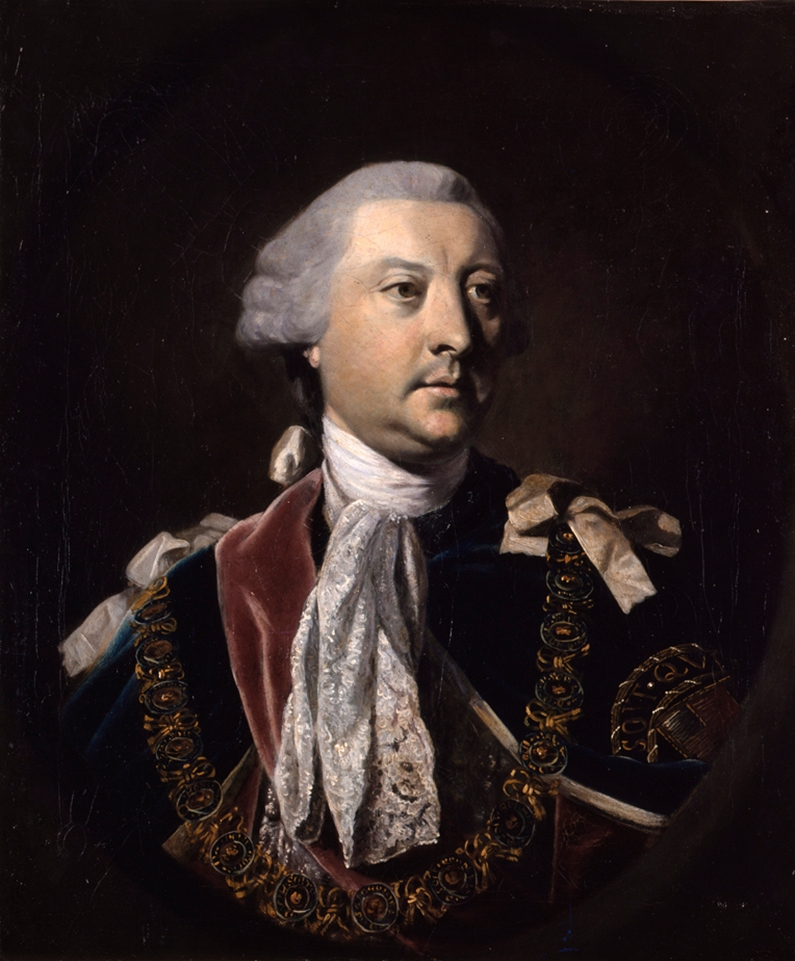
جورج مونتاگوئه-دانک دومین ارل هالیفکس
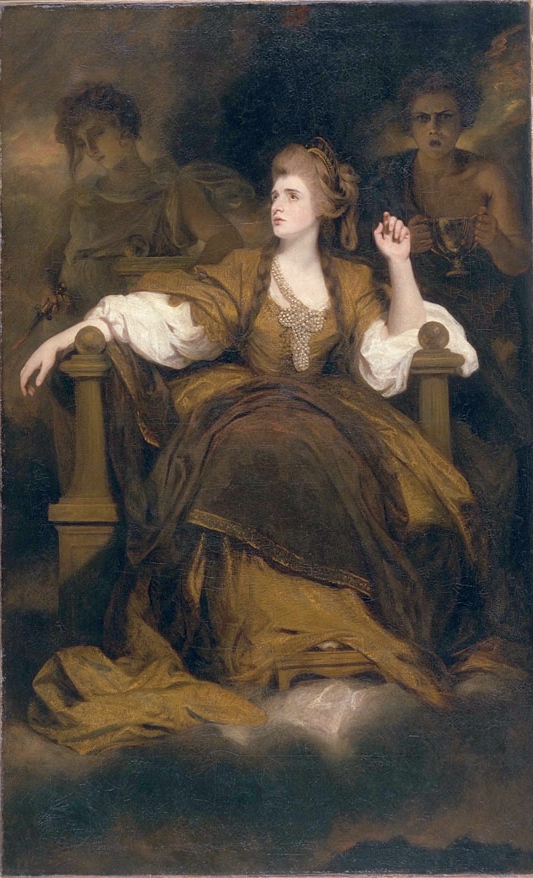
سارا سیدون سان مارینو، کالیفرنیا
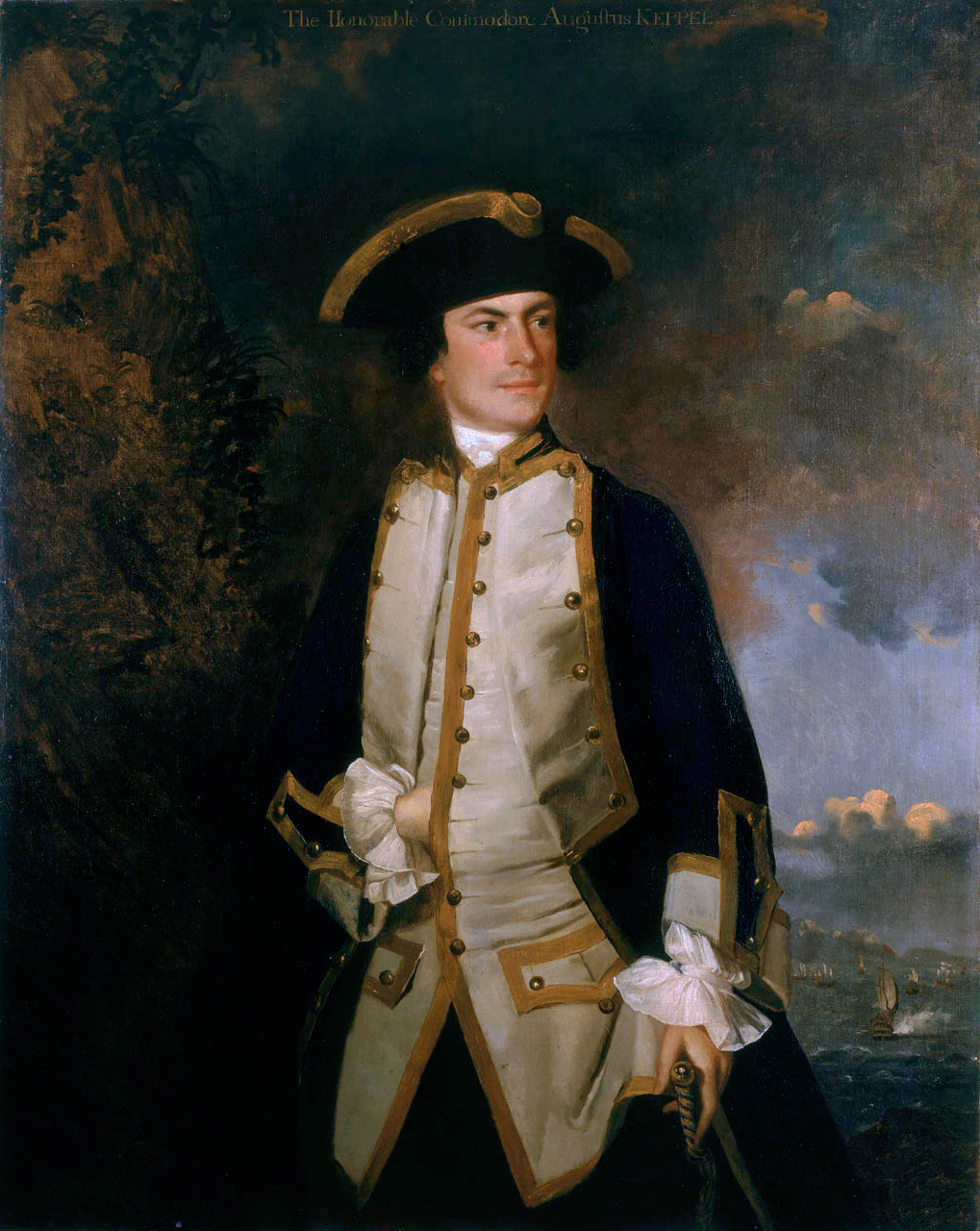
اگوستوس کایپل ، اولین پرتره ۱۷۴۹ توسط جاشوارینولدز
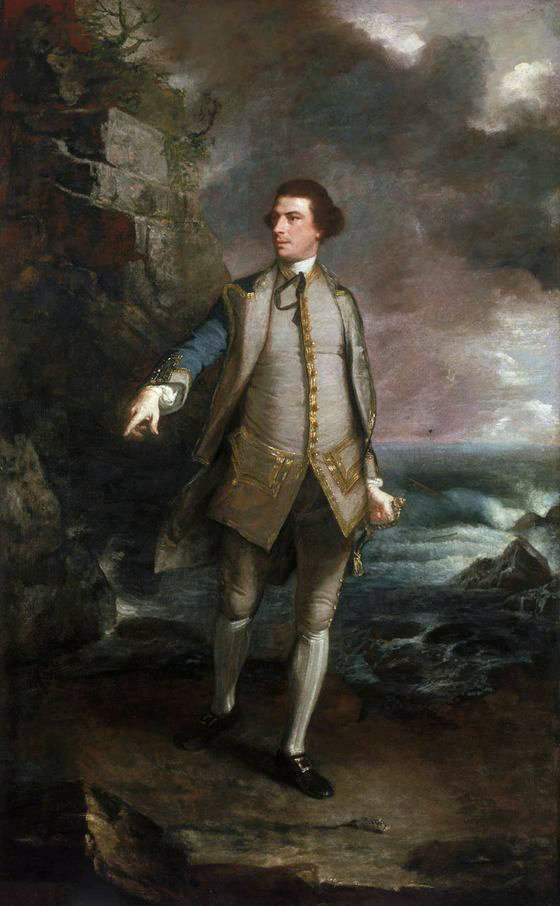
اگوستوس کایپل توسط جاشوارینولدز(۱۷۵۳ )
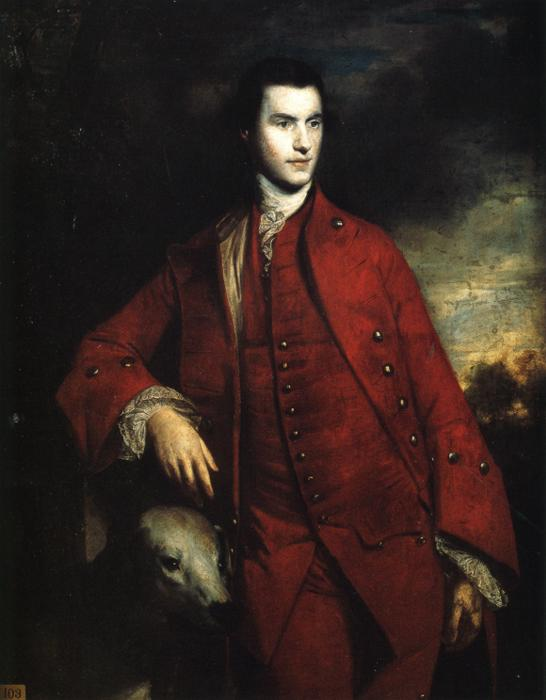
چارلز لنوکس ۱۷۵۸
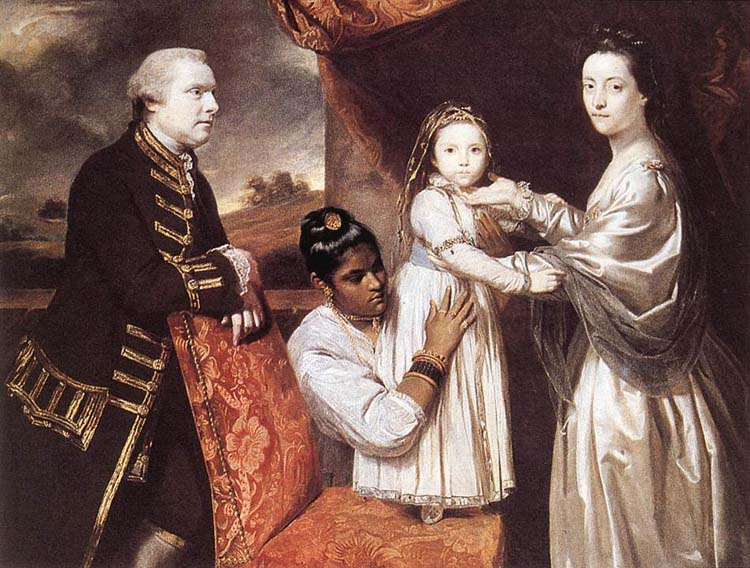
رینولدزکلیو و خانواده اش با خدمتکار هندی(۱۷۶۵)
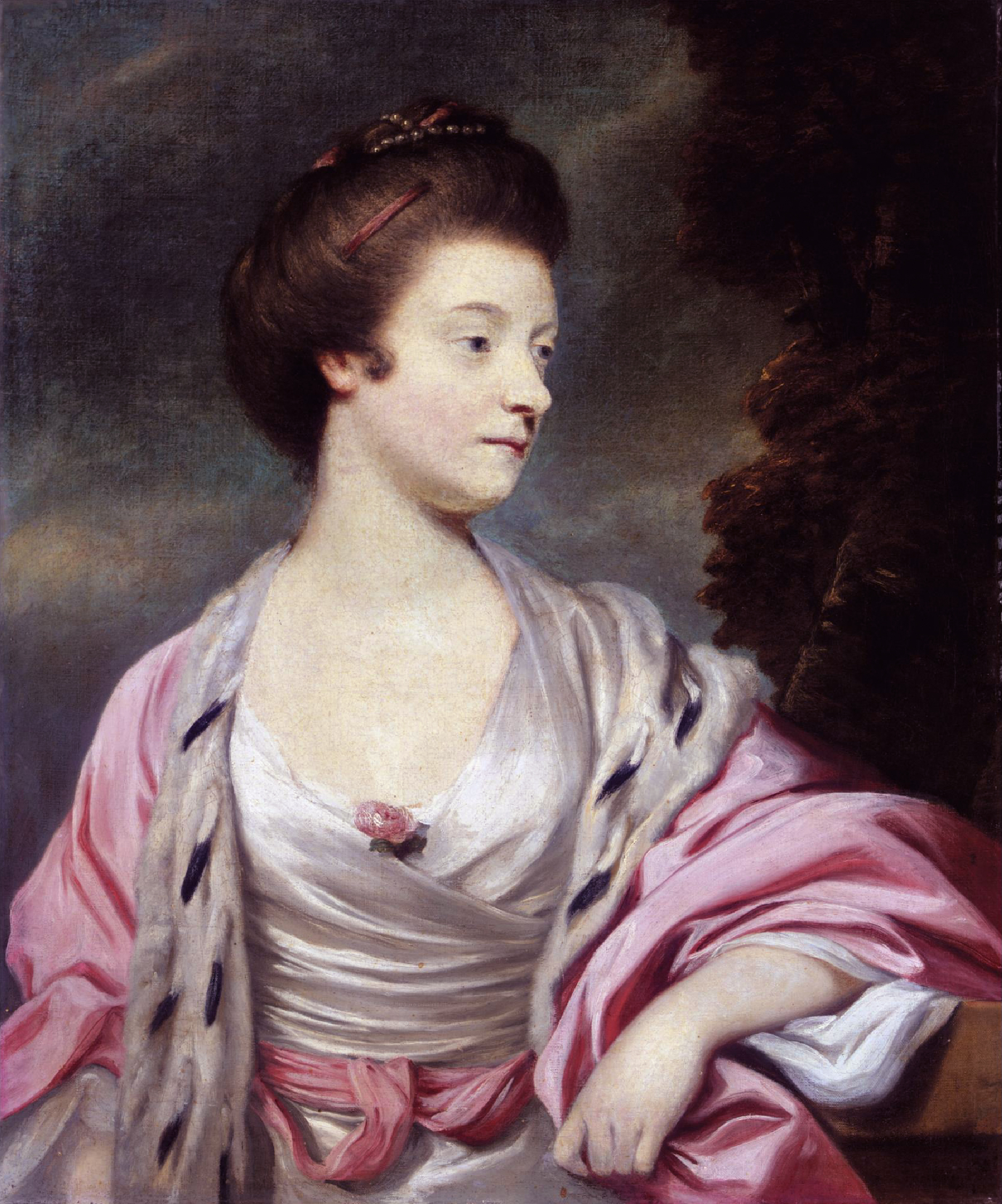
الیزابت لیدی آهرست، توسط جاشوارینولدز(۱۷۴۰-۱۸۳۰)
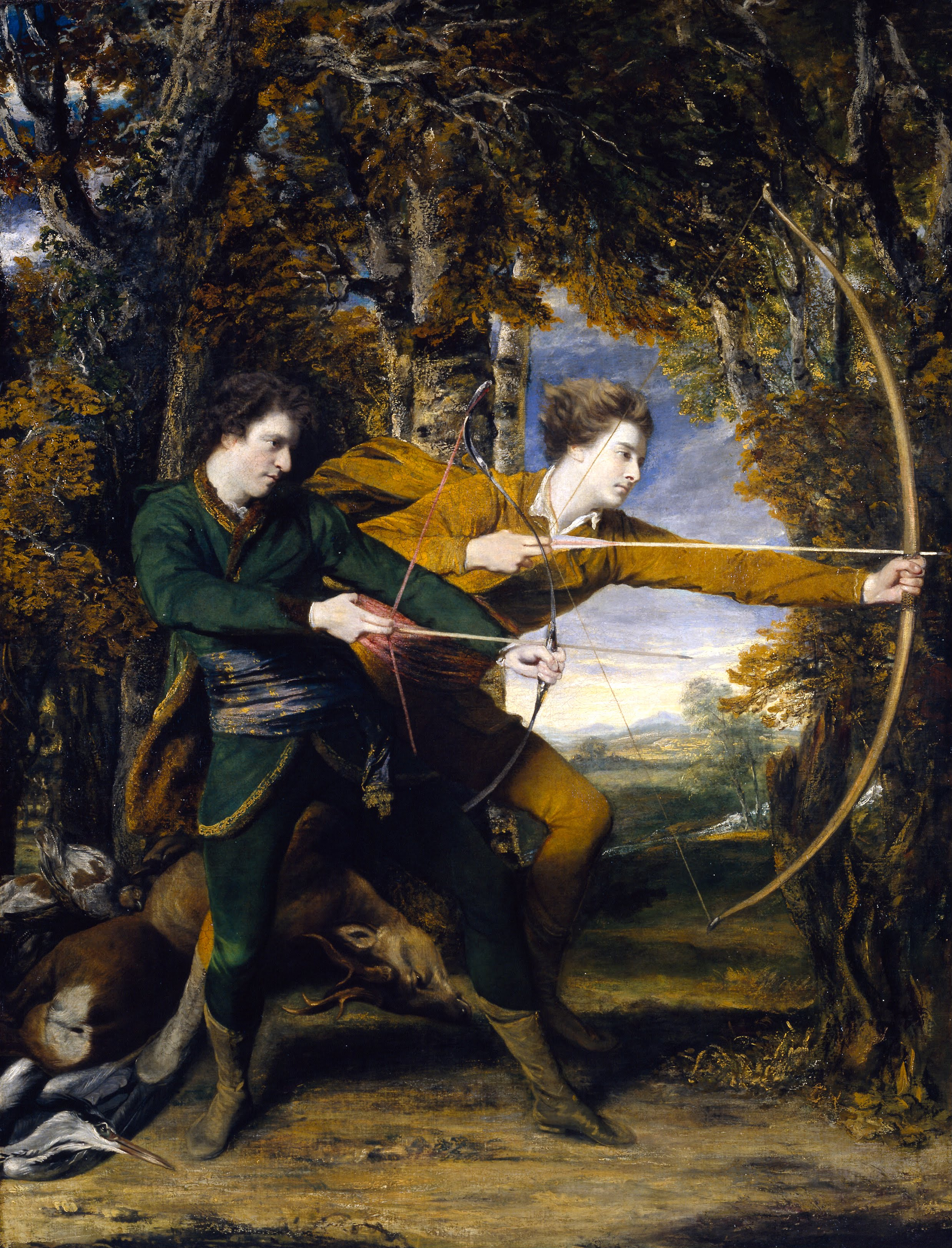
کلنل آکلند و لرد سیدنی
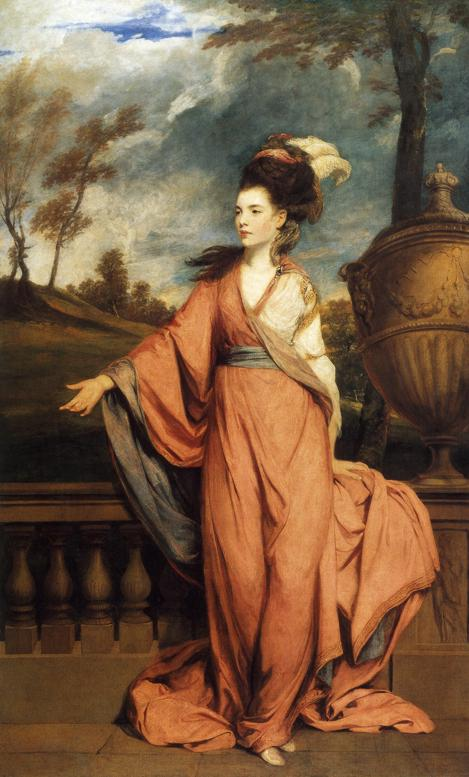
سال ۱۷۷۸، جین کنتس هارینگتون
سال ۱۷۷۸، سر رینولدز لیدی کارولین هوارد
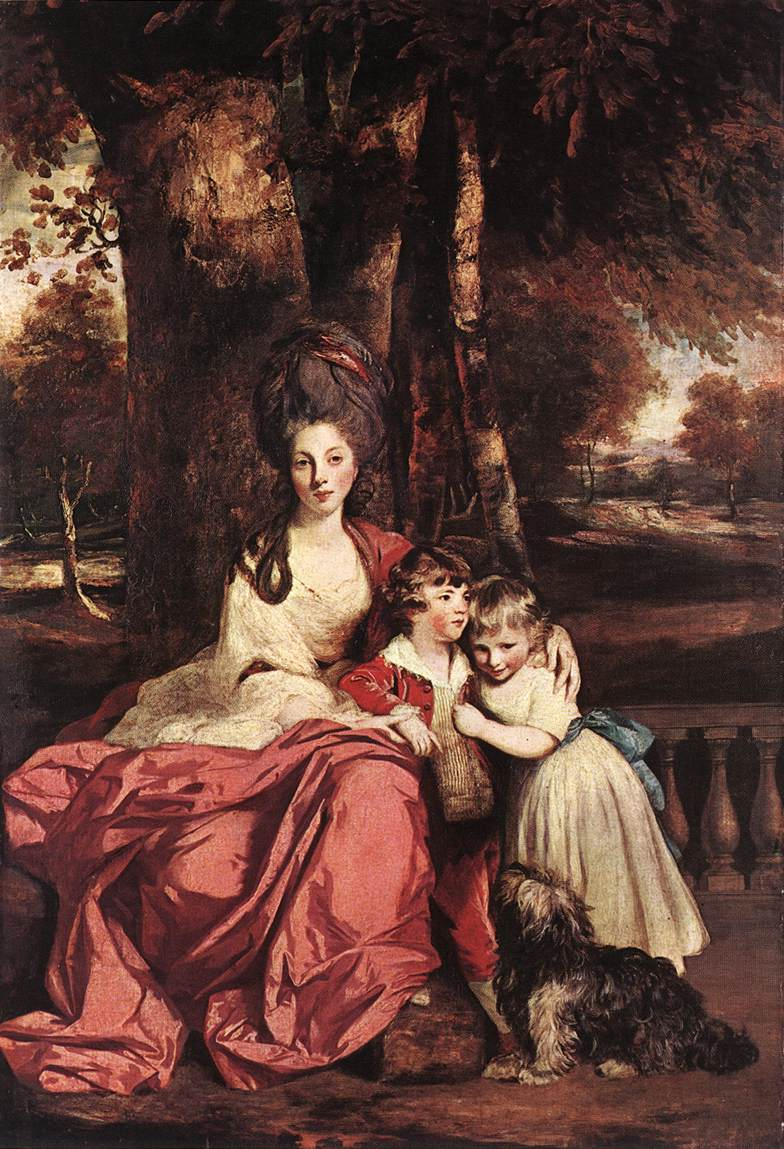
سال ۱۷۷۹،جاشوا رینولدز - لیدی الیزابت دلمه و فرزندانش
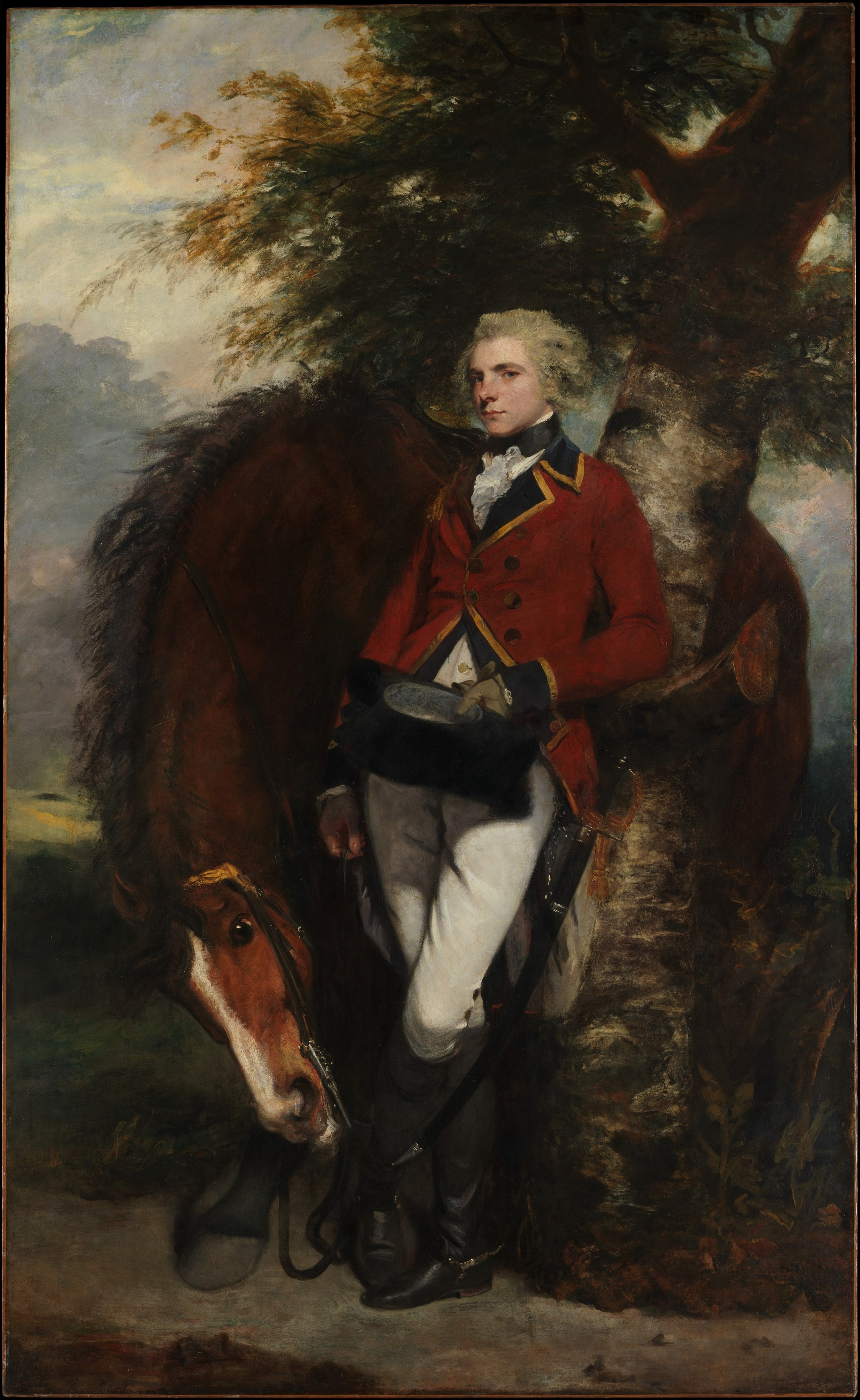
کاپیتان جرج اچ. کاسمیکر، سال ۱۷۸۲
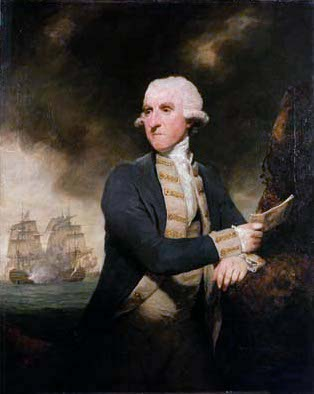
سال ۱۷۸۳ آدمیرال هود
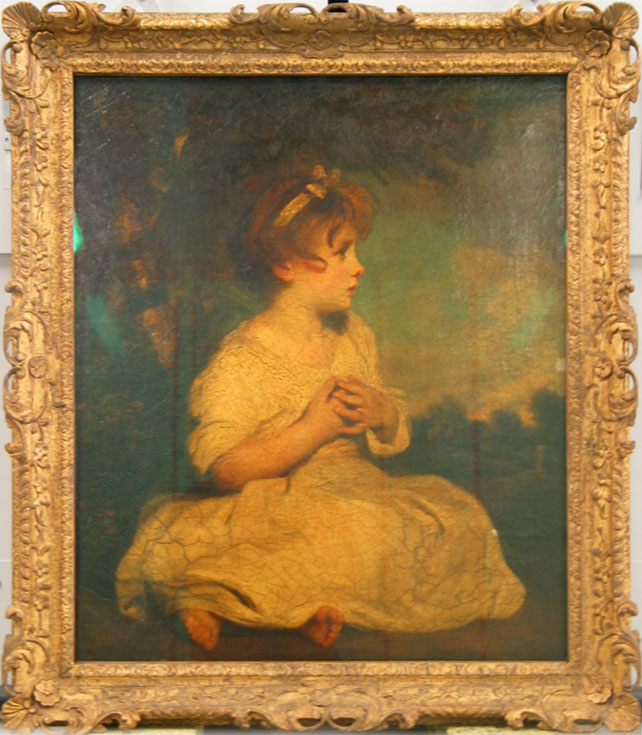
سر جاشوا رینولد سال‌های بیگناهی، در محدوده سال ۱۷۸۸
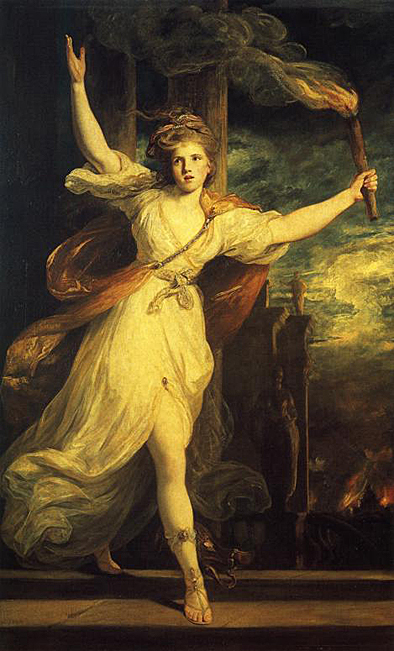
تائیس در حال آتش زدن تخت جمشید، ۱۷۸۱ میلادی.